# Bulbul de la Xina
El bulbul de la Xina (Pycnonotus sinensis) és una espècie d'ocell de la família dels picnonòtids (Pycnonotidae). Es troba a la Xina, Japó, Corea del Nord, Laos, Taiwan i Tailàndia. Els seus hàbitats principals són els boscos tropicals i subtropicals de frondoses humits de les terres baixes, els matollars humits tropicals i subtropicals, les terres llaurades, els jardins rurals i les àrees forestals fortament degradades. El seu estat de conservació es considera de risc mínim.